# Ártemis (Piracicaba)
Ártemis é um distrito do município brasileiro de Piracicaba, sede da Região Metropolitana de Piracicaba, no interior do estado de São Paulo. Segundo o censo demográfico de 2022, realizado pelo Instituto Brasileiro de Geografia e Estatística (IBGE), sua população era de 6 965 habitantes e havia 2 477 domicílios particulares permanentes ocupados. Foi criado pela lei nº 2.641 de 15 de janeiro de 1936.

## História

### Origem
O povoado que deu origem ao distrito se desenvolveu ao redor da estação ferroviária, inaugurada pela Companhia Ituana de Estradas de Ferro em 26 de maio de 1887.

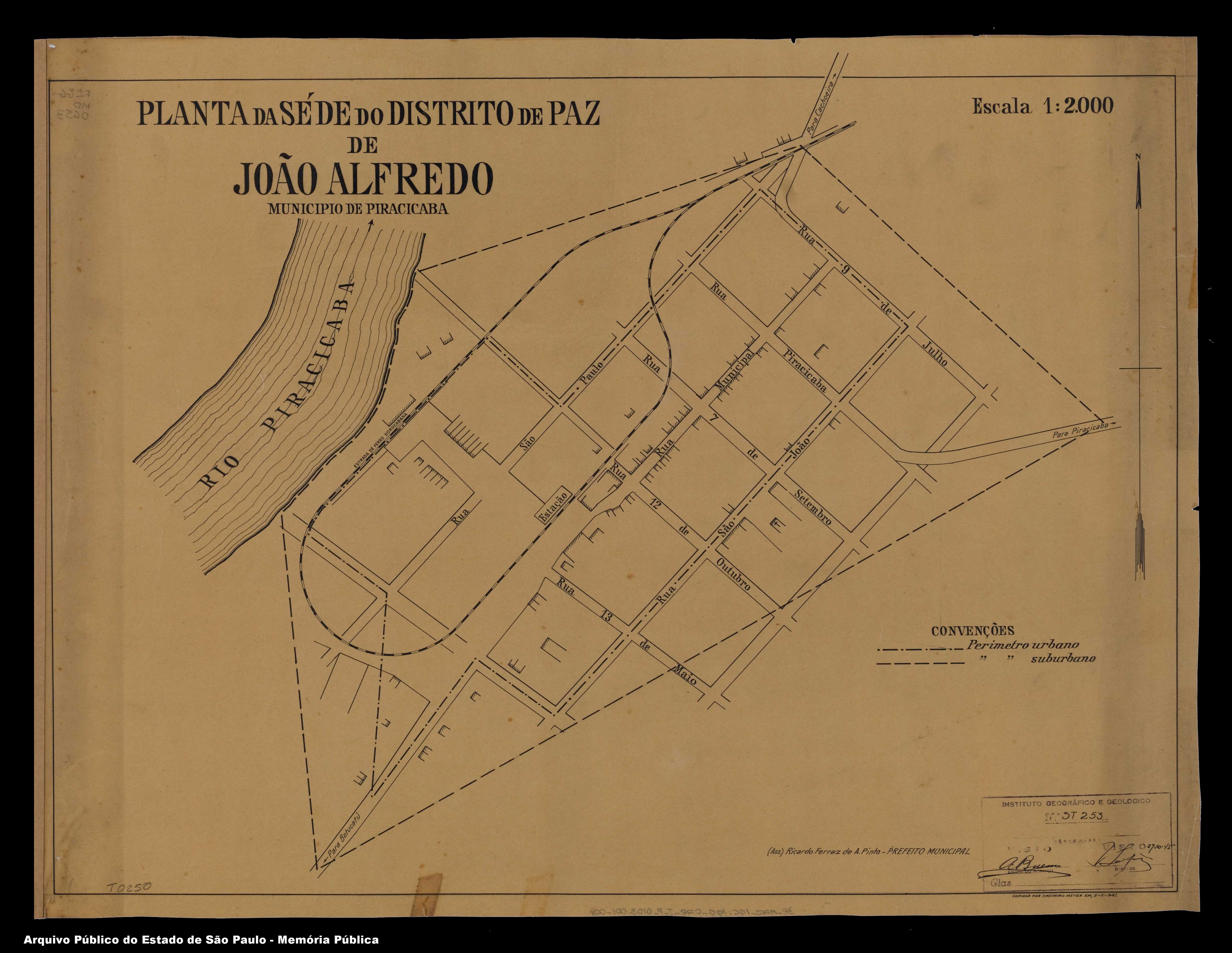
Planta da área urbana original.

A estação foi inaugurada com o nome de Porto João Alfredo - em homenagem ao senador João Alfredo Corrêa de Oliveira, autor do projeto da Lei Áurea - e como ponta de um ramal construído para ligar a ferrovia à sua recém-adquirida navegação fluvial, sendo o ponto inicial da navegação no Rio Piracicaba, feita pela Ituana no fim do século XIX. Na inauguração estiveram presentes o Presidente da Província Visconde de Parnaíba e o Senador João Alfredo.

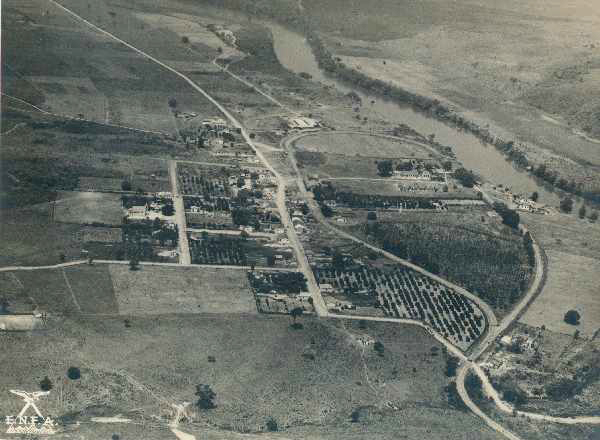
Vista aérea (década de 40).

### Formação administrativa
- Distrito Policial de João Alfredo, criado em 12 de setembro de 1922 no município de Piracicaba[6].
- Distrito criado pela Lei nº 2.641 de 15 de janeiro de 1936, com o nome de João Alfredo[7][8].
- O Decreto-Lei n° 14.334 de 30 de novembro de 1944 mudou-lhe a denominação para Ártemis[9][3].

## Geografia

### Demografia

#### População urbana
| Crescimento população urbana | Crescimento população urbana | Crescimento população urbana | Crescimento população urbana |
| Censo                        | Pop.                         |                              | %±                           |
| ---------------------------- | ---------------------------- | ---------------------------- | ---------------------------- |
| 1940                         | 423                          |                              | —                            |
| 1950                         | 328                          |                              | −22,5%                       |
| 1960                         | 490                          |                              | 49,4%                        |
| 1970                         | 693                          |                              | 41,4%                        |
| 1980                         | 1 357                        |                              | 95,8%                        |
| 1991                         | 2 827                        |                              | 108,3%                       |
| 2000                         | 4 133                        |                              | 46,2%                        |
| 2010                         | 4 860                        |                              | 17,6%                        |
| Fonte: IBGE e Fundação SEADE |                              |                              |                              |

#### População total
Pelo Censo 2010 (IBGE) a população total do distrito era de 6 543 habitantes, sendo 3 357 homens e 3 186 mulheres, possuindo um total de 2 867 domicílios particulares.

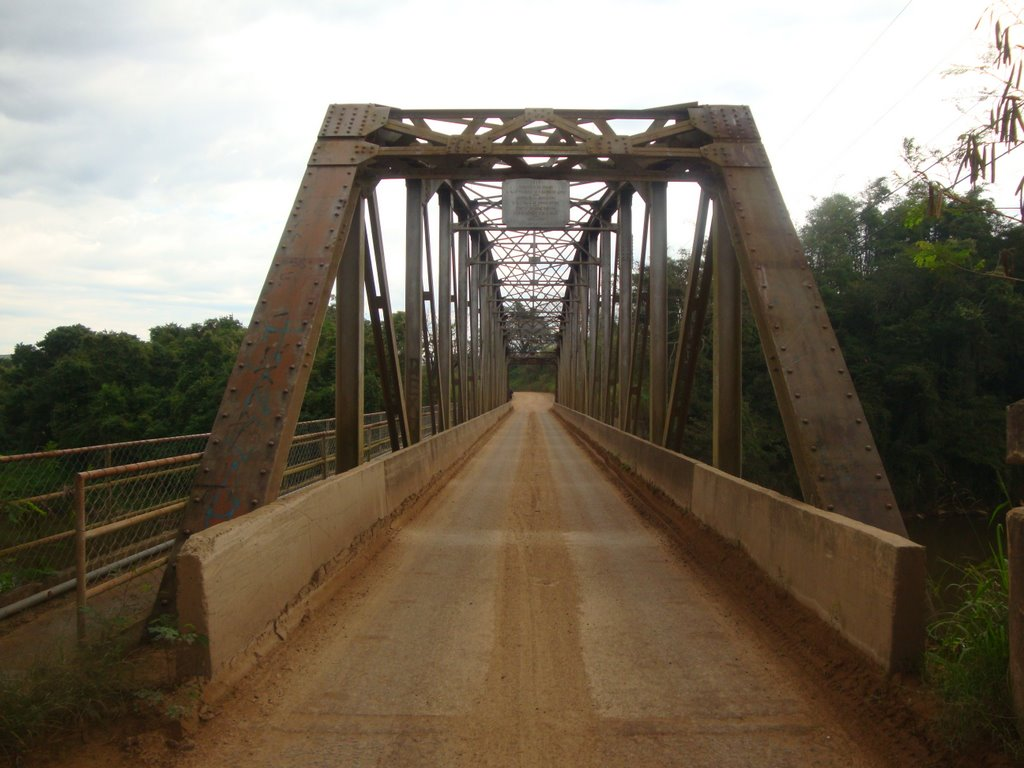
Ponte de Ferro sobre o Rio Piracicaba.

### Área territorial
A área territorial do distrito é de 218,648 km².

### Rodovias
O principal acesso é a Rodovia Geraldo de Barros (SP-304), sendo que o distrito localiza-se entre as cidades de Piracicaba e Águas de São Pedro.

### Hidrografia
Ártemis localiza-se às margens do Rio Piracicaba.

## Serviços públicos

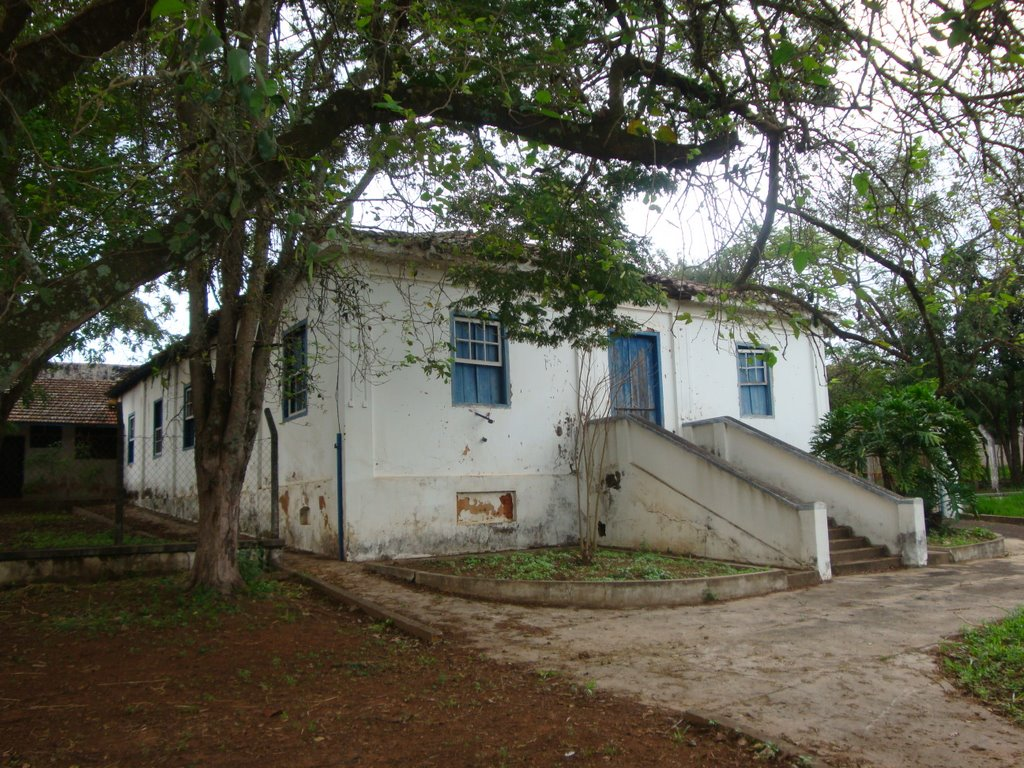
Casarão do antigo Grupo Escolar.

### Registro civil
Atualmente é feito na sede do município, pois o Cartório de Registro Civil das Pessoas Naturais do distrito foi extinto pelo  Tribunal de Justiça do Estado de São Paulo, e seu acervo foi recolhido ao cartório do 2º subdistrito da sede do município de Piracicaba.

### Saneamento
O serviço de abastecimento de água é feito pelo Serviço Municipal de Água e Esgoto (SEMAE). 

### Energia
A responsável pelo abastecimento de energia elétrica é a CPFL Paulista, distribuidora do Grupo CPFL Energia.

### Telecomunicações
O distrito era atendido pela Telecomunicações de São Paulo (TELESP), que inaugurou a central telefônica utilizada até os dias atuais. Em 1998 esta empresa foi vendida para a Telefônica, que em 2012 adotou a marca Vivo para suas operações.

## Fatos marcantes
O cantor Roberto Carlos teve um rancho em Ártemis nos anos 70 que ele visitava com frequência, onde costumava pescar e fez muitos amigos que compuseram canções as quais ele gravou.
Foi em Ártemis que o "Rei" resolveu recolher-se por bom tempo, escolhendo um espaço de paz e sossego para repousar, fugindo das multidões. Ele e a sua então esposa Cleonice Rossi (Nice) instalaram-se num rancho paradisíaco à beira do Rio Piracicaba, onde recebiam pouquíssimos e privilegiados amigos.
Também em Ártemis que o cantor compôs uma de suas músicas mais conhecidas: Amada Amante.

## Religião
O Cristianismo se faz presente no distrito da seguinte forma:

### Igreja Católica
- A igreja faz parte da Diocese de Piracicaba[23].

### Igrejas Evangélicas
- Congregação Cristã no Brasil[24].